# Зинхахенбах
Зинхахенбах (нем. Sienhachenbach) — община в Германии, в земле Рейнланд-Пфальц. 
Входит в состав района Биркенфельд. Подчиняется управлению Херрштайн.  Население составляет 210 человек (на 31 декабря 2010 года). Занимает площадь 7,60 км².